# Wen Tong

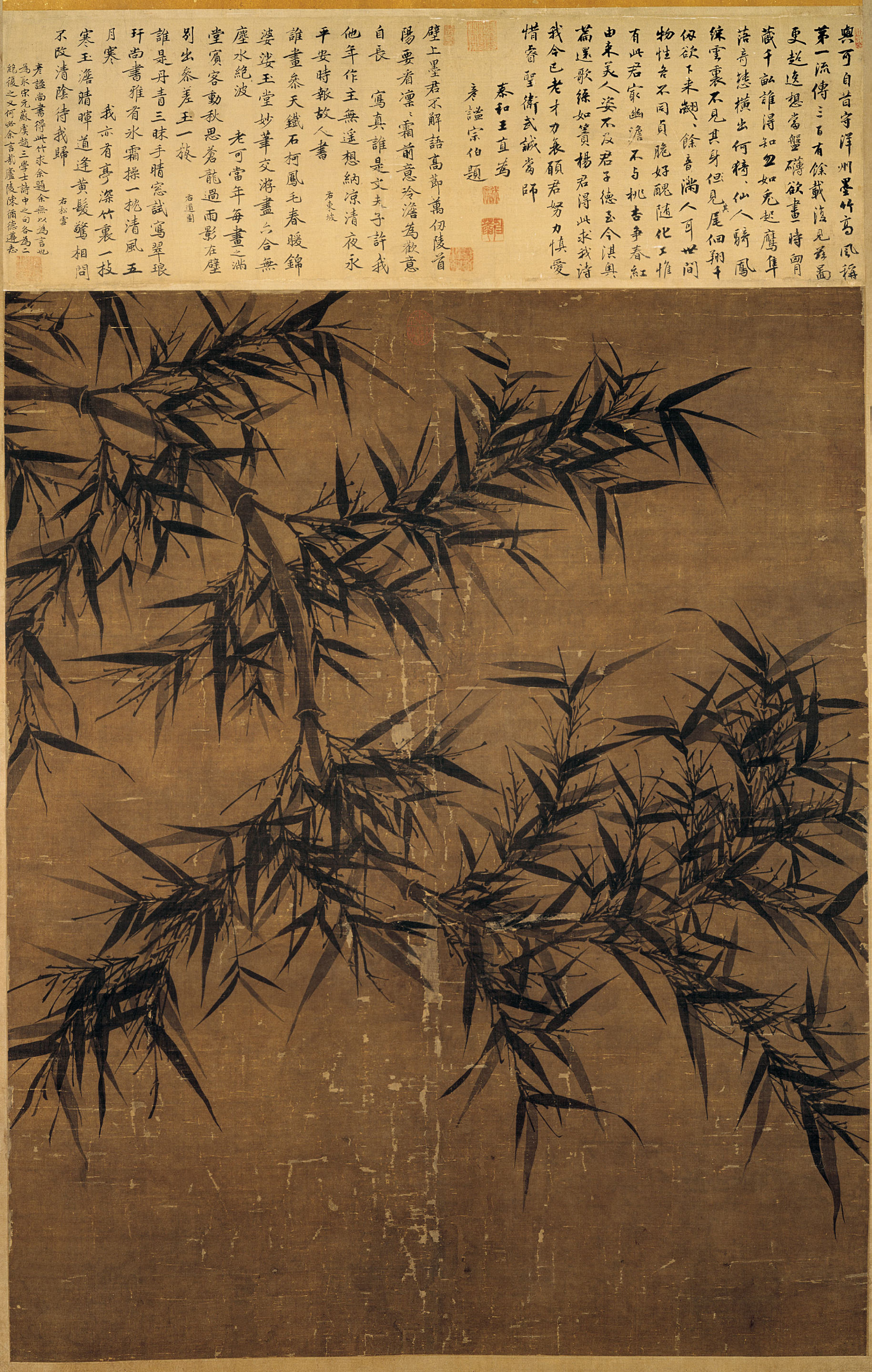
Bamboe in zwarte inkt (gewassen inkt op zijden hangende rol, collectie Nationaal Paleismuseum)

Wen Tong (Chinees: 文同; 1019–1079) was een Chinees kunstschilder en dichter, geboren in Sichuan. Zijn omgangsnaam was Yuke (与可) en zijn artistieke namen Jinjiang Daren (锦江道人), Xiaoxiao Jushi (笑笑居士) en Shishi Xiansheng (石室先生).

## Werken
Wen Tong verwierf vooral bekendheid met zijn bamboeschilderingen en creëerde daarmee de aanzet voor een nieuwe Oost-Aziatische genrestijl. Men beweerde dat hij "hele bamboestengels in zijn hart droeg". Dit spreekwoord wordt in China nog steeds gebezigd voor iemand die een weldoordacht plan in zijn hoofd heeft.
In zijn gedichten beschreef Wen Tong onder andere zijn huisdieren, zoals zijn gouden stompneusaap en een aantal gibbons. Na de dood van een favoriete gibbon schreef Wen Tong een treurgedicht dat tot zijn bekendste dichtwerken behoort.
- Gemeinsame Normdatei: 141078383
- International Standard Name Identifier: 0000 0001 2117 7567
- Library of Congress Control Number: nr89003373
- Bibliotheek van het Japanse parlement: 00626350
- Nederlandse Thesaurus van Auteursnamen: 191731897
- SNAC: w6xd47q5
- Système universitaire de documentation: 225322870
- Trove: 1394213
- Union List of Artist Names: 500328022
- Virtual International Authority File: 2313140
- WorldCat: E39PBJrRcgPMB8tqG8cm4FQpfq